# Сражение при Мали-Мади
Сражение при Мали-Мади (греч. Μάλι - Μάδι) — величайший военный успех коммунистической Демократической армии Греции во время гражданской войны, разгромившей в сентябре 1948 года после упорных боёв на горном массиве Вици 2-й армейский корпус генерал-лейтенанта Китрилакиса.
После взятия 21 августа 1948 года правительственной армией Грамоса греческий генеральный штаб решил в кратчайшие сроки ликвидировать все очаги сопротивления ДАГ и сосредоточил части 2-го армейского корпуса под командованием генерал-лейтенанта Китрилакиса на фронте перед Вици, чтобы нанести комбинированный удар по всему фронту и полностью закрыть греко-албанскую и большую часть греко-югославской границы, через которые партизаны получали помощь извне.
Боевые действия в Вици начались 26 августа на северном участке фронта, у горного массива Бела Вода. Попытки правительственных войск прорвать здесь партизанскую оборону не принесли им успеха. Тогда, не прекращая нажима на этом направлении, командование одновременно предприняло наступление и на южном участке фронта, у горного массива Мали-Мади-Буци, начавшееся 30 августа. Основными целями были вершины Мали-Мади (высота 1665), Буци (высота 1776) и Рабатина. Только на одну господствующую высоту Буци наступала вся 3-я горнострелковая бригада. 5 сентября правительственной армии после ожесточенных боев удалось занять высоты Вуци, Мескина и Рабатина. Попытки отбить их поспешными контратаками малых сил оказались безрезультатными. Однако захватить Мали-Мади целиком не удалось, несмотря на то, что в атаку были брошены 4 батальона 73-й бригады. 
Ситуация на фронте Мали-Мади была очень критической и опасной для частей ДАГ. В этих условиях главное командование решило восстановить положение контрнаступлением, в котором должны были участвовать основные силы четырех бригад, оборонявшихся в районе Вици. Этот смелый план был в известной мере рискованным, так как ставил под угрозу северный участок фронта обороны. Но командование ДАГ учитывало, что там противник ограничился нанесением вспомогательного удара, а основное внимание сосредоточил на захвате Мали-Мади-Буци. 
Сосредоточение сил для контрнаступления было осуществлено настолько скрытно, что осталось незамеченным правительственными войсками. В ночь на 11 сентября 4 малочисленные бригады ДАГ перешли в контрнаступление. Им противостояли основные силы обеих дивизий правительственных войск — 3-я, 73-я, 22-я и 45-я бригады. Завязались ожесточенные бои, продолжавшиеся более трех суток. Начало победы ДАГ положил разгром на высоте Рабатина 22-й бригады противника, которая панически бежала после удара партизан. Были опрокинуты также 3-й горнострелковая бригада, 73-я и 45-я стрелковые бригады. Никто не смог остановить беспорядочное бегство правительственных частей в сторону Кастории, ни командир 2-го корпуса Китрилакис, который скакал верхом на лошади и стрелял из револьвера по отступающим солдатам, ни руководитель английской военной миссии генерал Даун, прибывший туда.
В те дни паника охватила не только солдат, но и афинское правительство. «Министр Рендис, который вместе с престарелым премьером Софулисом примчался на фронт, спрашивал: „Неужели… катастрофа?“». Разгром правительственных войск в Мали-Мади-Буци привёл к отставке генерала Китрилакиса, до этого считавшегося одним из самых способных военных деятелей тогдашней Греции.
Впервые за время гражданской войны крупные силы правительственных войск были наголову разгромлены и обращены в поспешное бегство значительно меньшими силами ДАГ. После победы открылась возможность наступления в направлении города Козани, путь к которому был открыт. Но ДАГ не располагала необходимым количеством войск. Главное же — приказ требовал от них продолжать оборону района Вици.